# زراعة الكبد
زراعة الكبد هي عملية جراحية لنقل جزء من كبد إنسان سليم أو متوفي حديث الوفاة لمريض فشل كبدي، حدثت أول عملية زراعة كبد عند الإنسان عام 1983. في البداية، كانت النتائج سيئة جدا، حيث أن عدداً قليلاً من المرضى نجوا في السنة الأولى. ومع ذلك، فإن التقدم في الخبرة الجراحية، وفي اختيار المتبرعين والمتلقين، وفي العناية الطبية والتخدير، وفي الأدوية الجديدة في مكافحة العدوى ومنع وعلاج الرفض قد جعل النتائج حاليا أفضل كثيراً من السابق، بحيث عاد الكثير من المرضى إلى حياتهم الطبيعية بنفس جودتها وطولها تقريبا.
إن عملية زراعة الكبد تعد عملية كبيرة جدا ولها مضاعفات كبيرة على المريض وعائلته. عادة ما تكون الحياة بعد الزرع جيدة ولكنها غير طبيعية. وبالتالي فإنه يجب النظر على أن زراعة الكبد ليست علاجاً شافياً ولكنها مبادلة، حيث أن فوائد ومخاطر إجراء العملية يجب أن توازن مع فوائد ومخاطر عدم إجرائِها.
زراعة الكبد؟ هناك العديد من الحالات التي يمكن أن تؤثر على الكبد وتتسبب في فشل الكبد، وعندما يفشل الكبد في تحمل الحياة الطبيعية فإن ذلك قد يؤدي إلى الوفاة. وعادة ما يتم تقسيم فشل الكبد إلى فئتين: حاد ومزمن.

## فشل الكبد الحاد
في حالة فشل الكبد الحاد، يكون المريض طبيعيا ولديه كبد طبيعي سابقاً ثم يصاب بمشكلة أو مرض يؤدي إلى فشل حاد وتدهور سريع في وظائف الكبد، وفي بعض الحالات، فإن ذلك يؤدي تدريجيا إلى غيبوبة ثم يكون هناك خطراً كبيراً على حياته، إلا إذا تمت عملية الزراعة. أكثر الأسباب هي التسممات الدوائية والإلتهابات الفيروسية.

## فشل الكبد المزمن
وهذا ينتج بسبب عدد كبير جدا من الأسباب التي قد تؤدي إلي الوضع المزمن ومن هذه الأسباب: الإفراط في تناول الكحول، الفيروسات (مثل التهاب الكبد بي وسي)، أمراض المناعة الذاتية (مثل التليف الكبدي الابتدائي، الأقنية الصفراوية المصلبة)، الأمراض الأيضية (الإستقلابية).
هنا تتدهور وظائف الكبد تدريجياً وهذا ينتج عنه بعض الأعراض مثل الإصفرار والتدهور العقلي، وجود السوائل في البطن وسرطان الكبد. أحيانا وعلى الرغم من أن الكبد يعمل إلي حد ما بشكل معقول، إلا أن مرض الكبد قد يسبب أعراضاً حادة، مثل الحكة الشديدة التي لا تستجيب للعلاج الدوائي أو الطبي وهذا قد يكون إستطبابا لزراعة الكبد.

## كيف يتم التقييم لعملية الزرع؟
معظم المرضى المصابون بأمراض الكبد المزمنة تتم متابعتهم في عيادات كبد متخصصة والطبيب هو الذي يحدد ما إذا كان الوقت مناسب لتقييم عملية زراعة الكبد أم لا. وعندما يقترب وقت عملية الزراعة إذا كان المريض طبعا موافقا على هذا الخيار، فإن فترة التقييم سوف يتم ترتيبها بناءً علي وضع المريض، ويمكن أن يتم هذا التقييم في المستشفى أو في العيادات الخارجية في وحدات زراعة الأعضاء المتخصصة.
هدف التقييم هو الإجابة عن الأسئلة التالية:
- هل حان الوقت لعملية زراعة الكبد؟
- هل هناك أية علاجات أخرى يمكنها أن تحسن من حالة المريض أو تعطيه وقتا أطول؟
- هل يمكن إجراء الزرع بأمان؟
- هل هناك أية مسائل تحتاج إلي الحل قبل عملية الزراعة ويمكن أن تحل بأمان؟
- هل المريض نفسه يريد عملية الزراعة؟

وقبل الإجابة على هذه الأسئلة، فإن على الفريق الطبي أن يجمع معلومات كاملة ليس فقط عن حالة الكبد ولكن أيضا القلب، الرئة وغيرهما. سوف يحتاج المريض إلي الوقت لكي يعطى كل هذه المعلومات ويفهم كلا من الفوائد والمخاطر المتوقعة من العملية وما الذي يعنيه ذلك ليس فقط للمريض ولكن أيضا لعائلته.

## ما الذي يتم فعله في عملية التقييم؟
قد تختلف المراكز التي تتم فيها العمليات ولكن يجب على العملية أن تضم برنامج تعليمي كامل للمريض بحيث يكون على علم تام بما سوف يحدث له ولعائلته. معظم المراكز سوف ترتب للمريض مقابلة مع مرضى آخريين خضعوا سابقاً للعملية، وسوف يقابل المريض أيضا الفريق الذي سوف يقوم بالعملية من الجراحين، أطباء التخدير، أطباء العلاج الطبيعي، أخصائيي التغذية، الممرضات وغيرهم.
وسوف يكون هناك العديد من الفحوص الطبية ومن التحاليل الدموية والتصاوير الشعاعية، وفي نهاية فترة التقييم، يكون المريض والفريق الطبي قد وصلوا إلي أحد النتائج التالية:
- يحتاج المريض إلي عملية الزراعة وسيخضع لها.
- عملية الزراعة تعتبر أمرا مبكرا جدا ويجب تأخير أو تأجيل اتخاذ القرار.
- يحتاج الشخص إلي وقت أطول لتحديد قراره.
- لا يمكن إجراء العملية لأسباب تقنية أو لأسباب أخرى.
- لا يمكن إجراء عملية الزراعة لأن الخطر كبير جدا.
- لا يرغب المريض في إجراء العملية.

## كيف يتم التبرع بالكبد؟
في المملكة المتحدة، يوجد أنواع عديدة من التبرع:

### المتبرع الحي
في حالة التبرع الحي، يقوم شخص سليم ومعافى صحيا (عادة ما يكون فرد قريب من أفراد العائلة وحاملا نفس الزمرة الدموية) بالتبرع بجزء من الكبد للمستقبل. العملية بالنسبة للمتبرع تحمل خطر صغير جدا ولكن العواقب يمكن أن تكون خطيرة جدا. لهذا السبب، فإن كل المتبرعون الأحياء يتم تقييمهم بحذر شديد جدا قبل عملية التبرع وتلعب الحكومة دور هام جدا في تأمين أن المتبرع على علم كامل بالمخاطر والفوائد ولا يوجد أي اجبار. عدد قليل جدا من المراكز في المملكة المتحدة هي التي تقوم بمثل هذه العملية في الوقت الحاضر.

### المتبرع المتوفي ذو القلب النابض
ويكون ذلك المتبرع ميتا دماغيا (ربما بسبب سكتة دماغية كبيرة، أو أذية للرأس نتيجة لحادث تصادم بالسيارة) ولكن القلب مازال ينبض ويكون المريض موصولا بأجهزة التنفس الاصطناعي. وعندما يتم التعرف علي هذا المتوفي المانح يقوم الفريق الطبي بالوصول إلي أقربائه لمعرفة إذا كان هذا الشخص كان يريد أن يكون متبرع.
إذا كانت الإجابة بنعم يقوم الفريق الطبي بأخذ التاريخ الطبي له من العائلة ويطلب تحليل عينة دم للتأكد من أن عملية التبرع لن تنقل مرض كبير للمتلقي. ويقوم فريق مستقل بمجموعتان من الإختبارات للتأكد من أن المتبرع مخه ميت بالفعل قبل أن يقوم الفريق الطبي بأخذ الأعضاء لعملية الزراعة لمتبرع ذو القلب الميت (الذي لا ينبض). في بعض الحالات ينتظر الفريق حتي يتوقف القلب عن النبض ثم يقوم الفريق الجراحي بإزالة الأعضاء لعملية الزراعة ويتم أخذ الأعضاء خلال فترة لاتتجاوز 12ساعة.

### الكبد المزال قد يكون
الكبد بالكامل أو جزء مقسوم من الكبد، وهذه هي الحالة التي يقسم فيها الكبد إلي نصفان، وعادة ما يتم استخدام الجزء الكبير للبالغين والجزء الصغير للأطفال أو البالغين الصغار. كل كبد يمكن تقسيمه.

## ماهي المراحل التي تمر بها الزراعة؟

### 1- التخصيص
يصف التخصيص العملية التي يتم فيها إختيار المتلقي لنوع الكبد الذي تم التبرع به. هناك العديد من العوامل التي سوف تحدد كيف يتم تحديد المتلقي. أكثر العوامل أهمية هي زمرة الدم وحجم الكبد المناسب بين المتبرع والمتلقي. ثاني أكثر العوامل أهمية هي درجة الفشل الكبدي لدى المتلقي وهل الحالة مستعجلة أو إسعافية حيث سيكون هذا المتلقي على القائمة العاجلة. مثل هذا المريض يكون له الأولوية وهنالك قائمة انتظار وطنية تغطي المملكة المتحدة كلها ويكون فيها الترتيب حسب الأولوية.
إذا لم يكن هناك متلقي مناسب على القائمة العاجلة يتم تخصيص الكبد إلي مركز زراعة الكبد في منطقة المتبرع. حجم النطاق سوف يعتمد على عدد المرضى الموجودون عليى قائمة الإنتظار لكل مركز ويتم التعديل بدقة للتأكد من أن كل المرضى لديهم فرص متساوية في الحصول علي الكبد، بغض النظر عن المركز التابعين له. سوف يقرر الجراح غالبا بعد التشاور مع زملاؤه أفضل مرشح للحصول على الكبد. وسوف تلعب العديد من العوامل دور كبير في هذا الإختيار بما فيها صحة المتلقي وجودة الكبد.

### 2- الدعوة أو الاستدعاء
عندما يكون الكبد الممنوح متاح ويتم اختيار المتلقي، يتم تجهيز المريض وادخاله إلي المستشفي (قبوله فيها). عادة ما يتم ادخال المرضى في فترة ما بعد الظهر ويكون جدول العملية في صباح اليوم التالي. أثناء الحجز يخضع المريض للفحص الجيد وكذلك لإختبار وفحص الدم. وأحيانا قد لا يتم إجراء العملية: إما لأن المتلقي ليس بصحة جيدة (مثل عدوى أو اصابات الصدر) أو أن المتبرع غير ملائم (على سبيل المثال، يكون الكبد دهني جدا، أو لا يعمل بشكل جيد، أو أن المتبرع كان يعاني من سرطان يمكن أن ينتقل مع الكبد). وعلى الرغم من أن ذلك يعد خيبة أمل كبيرة للمتلقي، إلا أنه أفضل كثيرا تأجيل العملية ليوم آخر عن إجرائها ويكون محكوم عليها بالفشل.

### 3- العملية
وهي إجراء معقد حيث يتم إزالة الكبد القديم ويتم وضع آخر جديد. عادة ما تستهلك هذه العملية من 8 إلي 12 ساعة، إن طول وقت العملية لا يعد مؤشر لنجاحها. ومن أكبر المشاكل التي تواجه هذه العملية هو فقد الدم، وهو أمر قد يحدث أحيانا ولكن ليس بالضرورة. وعادة ما يتم وضع الكبد الجديد في نفس مكان الكبد القديم، ولكن أحيانا أخرى يتم ترك الكبد القديم في مكانه ويوضع الجديد في مكان آخر في البطن. أحيانا، يتم إزالة جزء صغير من الكبد الأصلي فقط ويتم وضع جزء من الكبد المقسوم عليه.

### 4- ما بعد العملية
بعد العملية، يعود المريض إلي وحدة الرعاية المركزة. وبناء على العديد من العوامل يتم تحديد فترة بقاء المريض لمدة ساعات قليلة أم أيام ويمكن إخراجه بعد عدة أيام إلي جناحه ثم إلي منزله. طول المدة يختلف كثيرا وبشكل واضح ولكن العديد من المرضي يعودون لمنازلهم في خلال أسبوعان من العملية. يكون الشفاء تدريجيا، بالنسبة لمعظم الناس يتطلب الأمر من 9 إلى 12 شهر لكي يتعافوا بشكل كامل.

## ماهي مشاكل ومضاعفات العملية؟
يعتبر الرفض أكبر المشاكل إضافة إلى المشاكل الأخرى مثل النزف وانسداد الأوعية أو الوصلات أو الالتهابات إضافة إلى مشاكل التخدير والمضاعفات العامة لاي عملية. لمنع الكبد من أن يتم رفضه من الجسم، يجب على المتلقي أن يحصل على الادوية المثبطة للمناعة. بالنسبة للغالبية العظمى من الناس يكون هذا الأمر مدى الحياة. هناك العديد من الادوية المختلفة المتاحة، كل منها يختلف بنشاطه وآثاره الجانبية. عادة، بالنسبة للأسابيع الأولى يكون هناك الكثير من الأدوية التي تؤخذ، وكلما استقرت حالة الكبد أكثر كلما قلت هذه الأدوية ولكن معظم المتلقيين سوف يحتاجون مراقبة طوال حياتهم للتأكد من أنهم يحصلون على أقل قدر من الرفض.
هنالك نوعان من الرفض: حاد ومزمن. كلا منهما يمكن أن يحدث في أي مرحلة على الرغم من أن الرفض الحاد يوجد في أقل من النصف، إلا أنه عادة ما يحدث في أول ثلاثة أشهر والمزمن دائما في أول سنة. يمكن الكشف عن الرفض من خلال إجراء خزعة للكبد وعادة ما يستجيب بشكل جيد للتغيير في ادوية المناعة. وعادة يكون الكبد أقل عرضة للرفض عن الكلى أو القلب.

## ماهي فرص الحياة بعد الزراعة؟
هناك إحتمال لكل أنواع المضاعفات بعد عملية الزراعة. وبعد كل شئ هناك فرصة أكبر من 90 % أن المتلقي سوف يكون على قيد الحياة وبخير بعد عام من العملية. وفرصة النجاة بعد ذلك تكون جيدة جدا. في بداية عمليات الزرع كان الأطباء يركزون على الحياة لمدة عام بعد الزرع ولكننا نرى اليوم العديد من الناس بعد 20 عاما من تلقيهم لعملية الزراعة ومازالوا بخير. فرص الحياة من هذه العملية يعتمد علي العديد من العوامل منها سبب الفشل الكبدي والوضع الصحي للمتلقي ووضع الكبد المزروع ودرجة الرفض..الخ.